# Hubert de Bazelaire de Lesseux
Hubert de Bazelaire de Lesseux est un homme politique vosgien de la IIIe République, né le 15 août 1868 et décédé le 10 mai 1935, à Saint-Dié. Il est inhumé à Lusse.

## Biographie
Hubert de Bazelaire de Lesseux est issu d'une ancienne famille lorraine, d'industriels du textile dans les Vosges, possédant la société des Filatures et tissage de la Fave qui gère de petites unités de production installées à Provenchères-sur-Fave et dans les environs . Il est le fils de Charles Paul Octave de Bazelaire de Lesseux et de Marie Gabrielle Laurence de Warren . Par sa mère, il est apparenté au député nancéien Édouard de Warren.
Saint-Cyrien, promotion du Grand Triomphe (1888 - 1890) , il sera officier de cavalerie jusqu'en 1906, passant alors dans la réserve avec le grade de capitaine. 
Mobilisé en 1916, il rejoint le 18e régiment de chasseurs à cheval où il sert comme chef d'escadron. Le 10 juillet 1917, il obtient la Légion d'honneur , avec le motif suivant: « Officier ancien de service. A fait preuve au cours de la campagne, dans le commandement de son escadron, de belles qualités militaires, d'expérience, de jugement et d'allant » .
Hubert de Bazelaire de Lesseux est conseiller général FR-URD du canton de Provenchères-sur-Fave à partir de 1907 et maire de Lusse de 1920 à sa mort, en 1935. « Le 20 août 1919, il déclare : « Notre département [Les Vosges] a été relevé de la garde d’honneur qu’il montait depuis près d’un demi-siècle aux portes de la France » . 
Le 16 novembre 1919 il se présente à la députation aux élections générales, dans les Vosges, sur la liste d'Union nationale républicaine. Classé quatrième de cette liste, il fut élu à la plus forte moyenne et devient député. Il est réélu à l'Assemblée nationale en 1924 sur la même liste, mais ne se représente pas en 1928 . 
En décembre 1905, il fonda Le Petit Déodatien, un hebdomadaire politique, social et agricole de l'arrondissement de Saint-Dié, qui parut jusqu'en août 1914 .

### Descendance

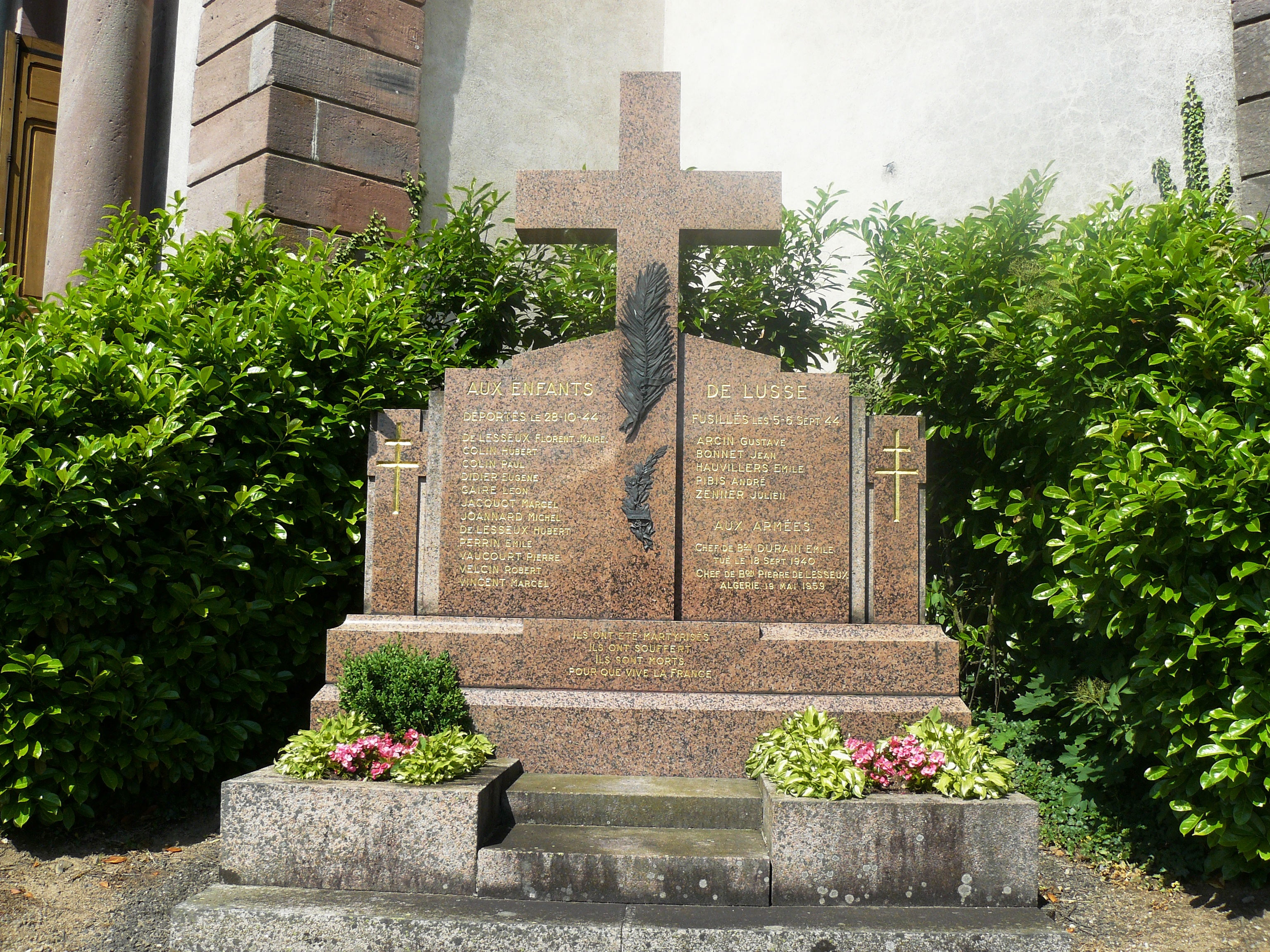
Le monument souvenir des déportés et fusillés de Lusse (1944)

Marié en 1894 avec Claire d'Aubert de Résie (1869 - 1921) , Hubert de Bazelaire de Lesseux eut quatre enfants : Adrienne (née en 1895) mariée à Robert de Lille de Loture, officier de marine , Florent (né en 1899), Jacques (né en 1901) et Geneviève (née en 1908) qui épousa Joseph de Pommery . 
Florent de Bazelaire de Lesseux (1899 - 1945), directeur des Filatures et tissage de la Fave, membre des Croix-de-feu puis du Parti social français, conseiller d'arrondissement, succéda à son père à la mairie de Lusse de 1936 à 1944. Lieutenant dans la Résistance (chevalier de la Légion d'honneur, Croix de guerre 39-45), il est arrêté le 28 octobre 1944 en même temps que son propre fils, Hubert (1926 - 1945) et un groupe de dix résistants de Lusse . Il est mort en déportation  à Mauthausen, le 5 février 1945, trois jours après son arrivée alors qu'il avait subi le repli depuis le camp de Auschwitz III ,. 
Quelques jours auparavant, le 27 janvier 1945, Hubert de Bazelaire de Lesseux  (Médaille de la Résistance, Croix de guerre 1939-1945, Médaille militaire à titre posthume) mourait lors de son transfert de Gleiwitz (camp annexe d'Auschwitz) au camp de Dora . Il avait 18 ans ,,.

## Distinction
- Chevalier de la Légion d'honneur (12 juillet 1917)[21]